# Brudzeń Duży (plaats)
Brudzeń Duży is een dorp in het Poolse woiwodschap Mazovië, in het district Płocki. De plaats maakt deel uit van de gemeente Brudzeń Duży en telt 939 inwoners.